# 王翠翹
王翠翹，明朝山東臨淄人（今山東淄博）。事跡最早見於茅坤的《紀剿除徐海本末》，後來王翠翹也作為角色出現在不同作品中。

## 歷史上的王翠翹
出身一般人家，父母早逝，入臨淄倡家，是秦淮歌妓，后嫁海盗徐海為妻，飄泊海上，聽從胡宗憲勸說徐海歸順胡宗憲。徐海為陳東所逼，跳水自盡。王翠翹的结局，正史上没有明确记载，一般认为為官兵所押返，后亦跳水自殺。民间说法死于徐海被乱军围剿时；另一种说法，胡宗憲要把她许配给罗龙文，更有甚者，说胡宗憲自己要娶其为妻，但结果都是被她拒绝后投海自尽。

## 虛構作品中的王翠翹
王翠翹的故事出現在很多虛構作品中，最先是青心才人《金雲翹》，篇名是從王翠翹、妹妹王翠雲、情人金重姓名各取一字而來。故事中的王翠翹出身官宦之家，早年與金重相戀，後因事離別，後來王翠翹家中遭逢變故，被賣入馬不進及馬秀媽所開妓院，改名馬翹，先被楚子任欺騙，後嫁束守（字其心）為外室，卻被元配宦氏妒恨，與母親、家奴合謀把她弄成假死，改換身份為婢，改名花奴，被宦氏虐待，後請求出家，法號濯泉，被軟禁於宦家的觀音閣寫經，之後逃到招隱庵，與尼姑覺緣結拜為姊妹，後因被揭發拿去了宦家觀音閣的鐘磐而再次逃走到覺緣乾娘薄媽媽家中，但薄媽媽不想長期收留她，就把她嫁給姪兒薄幸，卻又再次被賣到娼家，後來再嫁海盜徐海，徐海為她報了馬不進、秀媽、楚子任、宦氏母女家奴、薄氏嬸姪之仇。之後勸徐海歸降，卻中計，徐海被殺，她認為自己害死了徐海，就跳錢塘江自盡。又被覺緣救起。而此時金重不知翠翹去向多年，就娶翠雲為妻，後來與王翠翹重逢，有情人終成眷屬。
王鑨《秋虎丘》、葉稚斐《琥珀匙》都是寫王翠翹的故事。